# Afronemoura amatolae
Afronemoura amatolae är en bäcksländeart som först beskrevs av Boris Ivan Balinsky 1956.  Afronemoura amatolae ingår i släktet Afronemoura och familjen Notonemouridae. Inga underarter finns listade i Catalogue of Life.